# Тупело (Міссісіпі)
Ту́пело (англ. Tupelo, МФА: [ˈtuːpəloʊ]) — місто (англ. city) в США, в окрузі Лі штату Міссісіпі. Населення — 34 546 осіб (2010).

## Географія
Тупело розташоване за координатами 34°15′49″ пн. ш. 88°43′56″ зх. д. / 34.26361° пн. ш. 88.73222° зх. д. (34.263673, -88.732105). За даними Бюро перепису населення США в 2010 році місто мало площу 133,08 км², з яких 132,46 км² — суходіл та 0,62 км² — водойми. В 2017 році площа становила 167,53 км², з яких 166,72 км² — суходіл та 0,81 км² — водойми.

### Клімат
| Клімат : Тупело         | Клімат : Тупело | Клімат : Тупело | Клімат : Тупело | Клімат : Тупело | Клімат : Тупело | Клімат : Тупело | Клімат : Тупело | Клімат : Тупело | Клімат : Тупело | Клімат : Тупело | Клімат : Тупело | Клімат : Тупело | Клімат : Тупело |
| Показник                | Січ.            | Лют.            | Бер.            | Квіт.           | Трав.           | Черв.           | Лип.            | Серп.           | Вер.            | Жовт.           | Лист.           | Груд.           | Рік             |
| Абсолютний максимум, °C | 26,7            | 28,9            | 31,7            | 33,9            | 37,8            | 42,2            | 42,8            | 42,2            | 40,0            | 35,6            | 31,1            | 27,2            | 42,8            |
| Середній максимум, °C   | 10,9            | 13,7            | 18,6            | 23,4            | 27,7            | 31,5            | 33,2            | 33,1            | 29,7            | 24,1            | 17,8            | 12,1            | 23,0            |
| Середній мінімум, °C    | −0,2            | 1,8             | 5,8             | 10,1            | 15,3            | 19,8            | 21,8            | 21,2            | 17,1            | 10,4            | 5,4             | 1,3             | 10,8            |
| Абсолютний мінімум, °C  | −25,6           | −19,4           | −13,9           | −5              | −1,1            | 6,1             | 10,0            | 10,6            | 1,7             | −4,4            | −13,3           | −19,4           | −25,6           |
| Норма опадів, мм        | 114             | 126             | 122             | 121             | 141             | 115             | 99              | 88              | 87              | 105             | 119             | 160             | 1397            |
| Днів з опадами          | 10,0            | 10,1            | 10,1            | 9,5             | 10,6            | 9,8             | 9,0             | 7,5             | 6,5             | 7,6             | 9,0             | 10,6            | 110,3           |
| Днів зі снігом          | 0,9             | 0,7             | 0,3             | 0               | 0               | 0               | 0               | 0               | 0               | 0               | 0               | 0,5             | 2,4             |
| ----------------------- | --------------- | --------------- | --------------- | --------------- | --------------- | --------------- | --------------- | --------------- | --------------- | --------------- | --------------- | --------------- | --------------- |
| Джерело: NOAA           |                 |                 |                 |                 |                 |                 |                 |                 |                 |                 |                 |                 |                 |

## Демографія
Згідно з переписом 2010 року, у місті мешкало 34 546 осіб у 13 602 домогосподарствах у складі 8965 родин. Густота населення становила 260 осіб/км². Було 15371 помешкання (116/км²).
Расовий склад населення:
| - 58,7 % — білих - 36,8 % — чорних або афроамериканців - 1,0 % — азіатів - 0,1 % — корінних американців - 2,0 % — осіб інших рас |

До двох чи більше рас належало 1,4 %. Частка іспаномовних становила 3,5 % від усіх жителів.
За віковим діапазоном населення розподілялося таким чином: 27,2 % — особи молодші 18 років, 58,6 % — особи у віці 18—64 років, 14,2 % — особи у віці 65 років та старші. Медіана віку мешканця становила 35,7 року. На 100 осіб жіночої статі у місті припадало 88,5 чоловіків; на 100 жінок у віці від 18 років та старших — 82,0 чоловіків також старших 18 років.
Середній дохід на одне домашнє господарство становив 58 975 доларів США (медіана — 41 487), а середній дохід на одну сім'ю — 69 428 доларів (медіана — 52 185). Медіана доходів становила 41 367 доларів для чоловіків та 29 123 долари для жінок. За межею бідності перебувало 23,3 % осіб, у тому числі 37,9 % дітей у віці до 18 років та 7,6 % осіб у віці 65 років та старших.
Цивільне працевлаштоване населення становило 15 047 осіб. Основні галузі зайнятості: освіта, охорона здоров'я та соціальна допомога — 23,7 %, виробництво — 18,6 %, роздрібна торгівля — 12,9 %, мистецтво, розваги та відпочинок — 12,3 %.

## Уродженці
- Етта Зубер (1933—2002) — американський педагог, математик
- Елвіс Преслі (1935—1977) — американський співак та актор
- Алан Наннелі (1958—2015) — американський політик-республіканець